# Eochaid Gonnat
Pour les articles homonymes, voir Eochaid.
Eochaid Gonnat mac Fiach Ard ri Erenn légendaire d’Irlande qui règne un an de 266 à  267 selon les dates traditionnelles des Annales des quatre maîtres.Le nom de ce roi n'est pas repris dans la liste du Baile Chuinn Chétchathaig.

## Biographie
Eochaid Gonnat (ou Gunnat) est selon les listes médiévales d’Ard ri Érenn le fils de Feig ou Fiach mac Imchad mac Bresal  mac Sírchad, mac Fíatach Finn éponyme du Dál Fiatach. Il se rattache donc à la dynastie des rois d’Ulaid.
Il devient Ard ri Érenn comme  successeur de Cormac Mac Airt. Il est simplement précisé  qu’après une seule année de règne il est tué par  son cousin, Lughaidh  Meann, mac Aenghus, et les hommes d’Ulaid d’autres traditions indiquent que son meurtrier est Lugaid mac Lugna ou Lugan Feitre. En tout état de cause, il a comme successeur  Cairbre Lifechair le fils de Cormac Mac Airt.